# はだの歴史博物館
はだの歴史博物館（はだのれきしはくぶつかん）は、神奈川県秦野市にある歴史博物館。秦野地域における古墳時代から近現代までの歴史を展示している。2020年（令和2年）に旧施設からリニューアルした。

## 概要
同施設は当初、7世紀ごろの古墳群を保存整備した桜土手古墳公園の敷地内に1990年（平成2年）11月3日に秦野市立桜土手古墳展示館として開館した。開館30周年となる2020年（令和2年）11月1日、はだの歴史博物館に改称してリニューアルオープンし、古墳等の考古学中心の展示内容だったものに加え、近代の秦野地域における葉たばこ耕作に関する展示など、広く秦野市の歴史・文化を紹介する総合的歴史博物館に移行した。
受付で歴史に関する秦野市の出版物を購入できるほか、過去の出版物や秦野の歴史に関する資料を閲覧できるスペースが用意されている。

## 展示

### 常設展示
桜土手古墳群（古墳時代）から近現代までの秦野の歴史を紹介。
- 「桜土手古墳群と古代人の祈り」
- 「奈良・平安時代から江戸時代の秦野」
- 「葉タバコ耕作と秦野」
- 「秦野の近代化と発展」

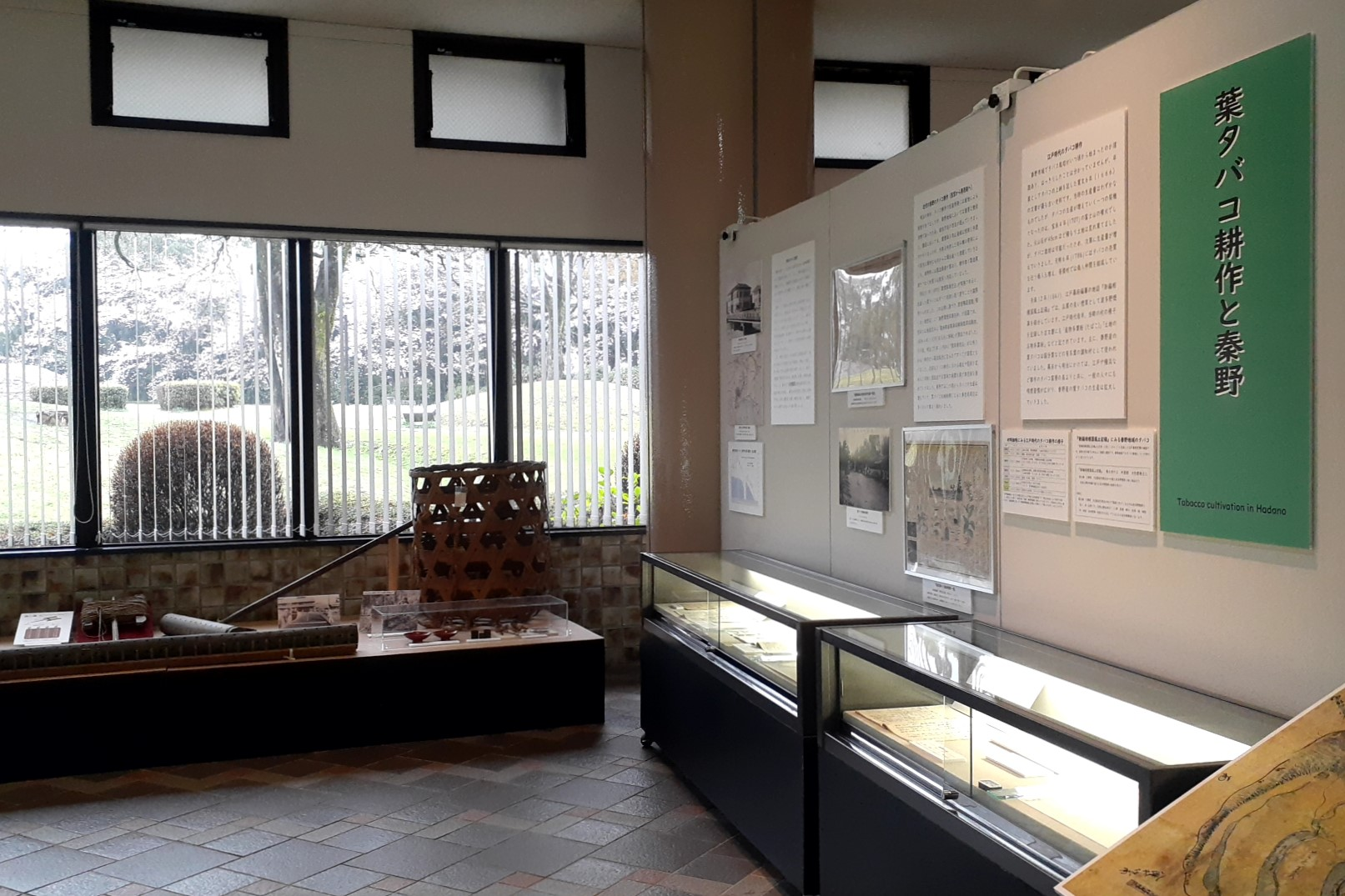
葉タバコに関する常設展示
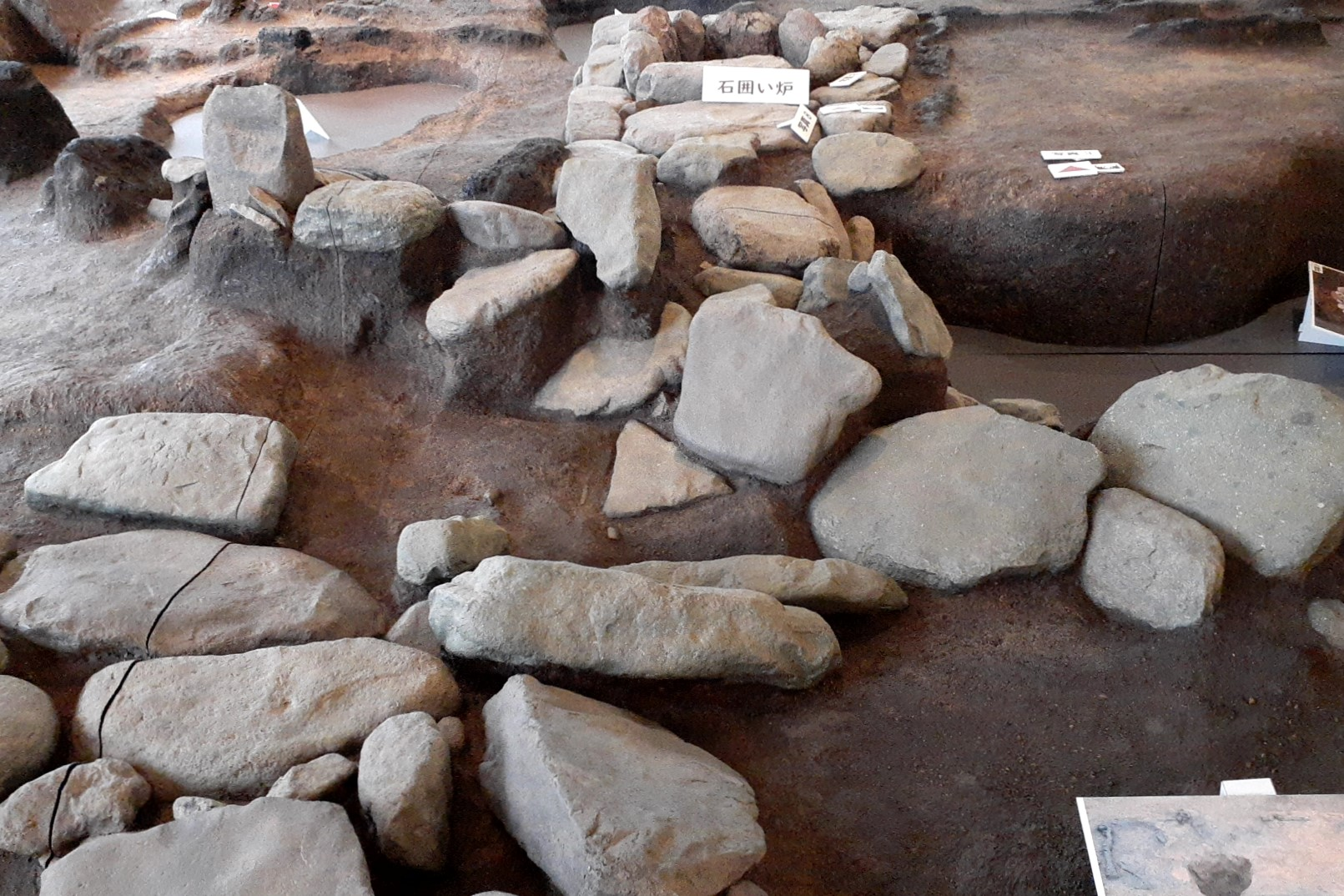
遺跡に関する常設展示

### 企画展示
年に10回程度の企画展示を実施。

## 利用案内
開館時間
- 9:00～17:00（入館は16:30まで）

休館日
- 月曜日

入館料
- 入場無料

交通アクセス
- 徒歩：小田急小田原線渋沢駅北口から徒歩20分
- バス：神奈川中央交通　秦野駅北口/渋沢駅北口発着
  - 秦54「桜土手古墳公園」下車徒歩2分
  - 秦12「古墳公園前」下車徒歩3分
  - 秦08「桜土手」下車徒歩10分
- 車
  - 東名高速道路秦野中井IC　20分
  - 新東名高速道路秦野丹沢スマートIC　４分
  - 駐車場　23台

## 文化財
- 平沢同明遺跡出土の弥生前期壺形土器
- 二子塚古墳出土の銀装圭頭大刀　附二子塚古墳横穴式石室内出土遺物
- 東開戸遺跡出土琥珀大珠・翡翠大珠